# Barbecue mongol

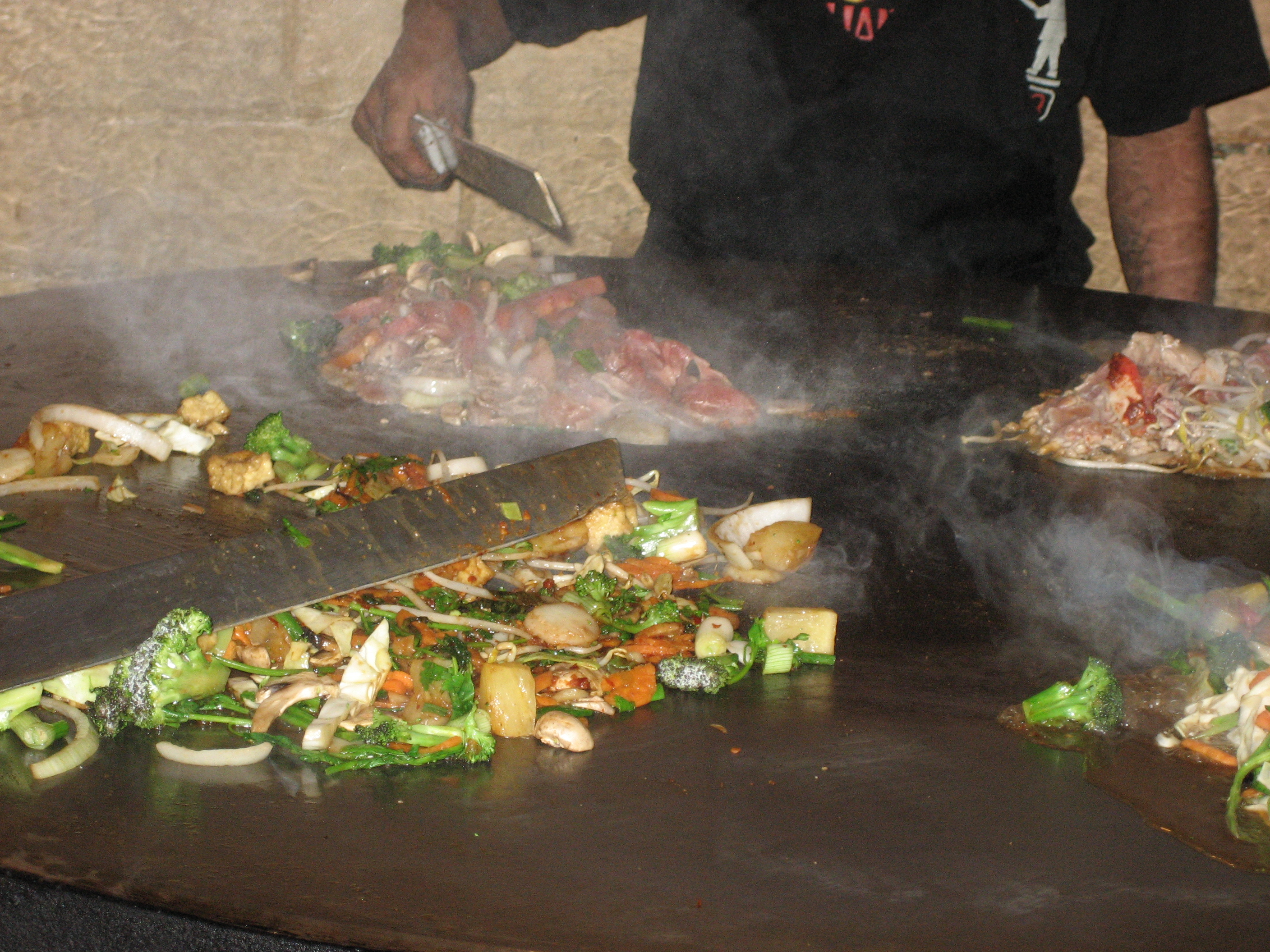
La cuisson du barbecue mongol.

Le barbecue mongol est un plat culinaire d'origine taïwanaise, à base de viande ou de poisson et de légumes grillés sur une feuille de métal, généralement d'environ 2,5 mètres de diamètre, qui permet la cuisson à des températures supérieures à 300 °C. Ce mets peut comporter du bœuf, du poulet, d'autres viandes ainsi que des fruits de mer.
C'est une technique très courante à Taïwan qui n'a aucun rapport avec la cuisine mongole.

## Origine
Le barbecue mongol a été créé par Wu Zhaonan sur l'île de Taïwan vers 1951,,.
La préparation des sautés de viandes et légumes est typique de la cuisine mongole, même si l'apprêt est inspiré de la cuisine japonaise et apparenté au teppanyaki, qui est aussi très populaire à Taïwan.[réf. nécessaire].